# Pugny
Pugny korábbi község Franciaország Új-Aquitania régiójában, Deux-Sèvres megyében.
Lakosainak száma 230 fő (2018. január 1.). Pugny Le Breuil-Bernard, Chanteloup, La Chapelle-Saint-Laurent, Largeasse és Moncoutant községekkel határos.
2019. január 1-jén öt másik korábbi községgel egyesült és az így létrejött Moncoutant-sur-Sèvre új község része lett.

## Népesség
A település népességének változása:
| Lakosok száma | 229  | 228  | 236  | 229  | 230  |
|               | 2013 | 2015 | 2016 | 2017 | 2018 |